# Europäischer Entwicklungsfonds
Der Europäische Entwicklungsfonds (EEF) ist das wichtigste Hilfsinstrument der Europäischen Union im Rahmen der Entwicklungszusammenarbeit mit den Staaten Afrikas, der Karibik und des Pazifiks (AKP-Staaten) und den überseeischen Ländern und Hoheitsgebieten (ÜLG). Der Entwicklungsfonds finanziert Projekte oder Programme, die zur wirtschaftlichen, sozialen oder kulturellen Entwicklung der betreffenden Länder beitragen. Er umfasst mehrere Instrumente, wie nichtrückzahlbare Hilfe, Risikokapital und Darlehen an den Privatsektor. Der EEF wird von den Mitgliedstaaten der Europäischen Union finanziert und ist noch nicht in den Haushalt der Europäischen Union eingegliedert.
Die Schaffung eines Entwicklungsfonds war bereits in der Urfassung des EWG-Vertrages vorgesehen. Die Einrichtung des Europäischen Entwicklungsfonds selbst erfolgt jedoch erst durch besondere Übereinkommen zwischen den Mitgliedstaaten, die jeweils für die in der Regel fünfjährige Förderperiode geschaffen werden. Die Laufzeit der Entwicklungsfonds richtet sich im Allgemeinen nach den Partnerschaftsabkommen.
Für den 11. EEF (2015–2020) wurden 30,5 Mrd. EUR bereitgestellt. Vom Gesamtbudget wurden ca. 2,5 Mrd. EUR der Europäischen Investitionsbank (EIB) zugewiesen. Der 11. EEF hat eine Laufzeit bis Ende 2020. Antragsberechtigt sind öffentliche und private Akteure in den AKP-Staaten. Dies können öffentliche Einrichtungen auf nationaler, regionaler und lokaler Ebene, Unternehmen, Nichtregierungsorganisationen sowie natürliche Personen sein.
Die bisherigen Entwicklungsfonds:
1. EEF: 1959–1964
2. EEF: 1964–1970 (Abkommen von Jaunde I)
3. EEF: 1970–1975 (Abkommen von Jaunde II)
4. EEF: 1975–1980 (Erstes Abkommen von Lomé)
5. EEF: 1980–1985 (Zweites Abkommen von Lomé)
6. EEF: 1985–1990 (Drittes Abkommen von Lomé)
7. EEF: 1990–1995 (Viertes Abkommen von Lomé)
8. EEF: 1995–2000 (Viertes Abkommen von Lomé und seine geänderte Fassung)
9. EEF: 2000–2007 (Abkommen von Cotonou)
10. EEF: 2008–2013 (Revidiertes Abkommen von Cotonou)
11. EEF: 2015–2020